# El Pont de Bar
|  | Per a l'antic poble vegeu El Pont de Bar Vell |

El Pont de Bar és una població i un municipi de la comarca de l'Alt Urgell, que fou anomenat Aristot i Toloriu fins al 1989. La capital del municipi és el Pont de Bar, un poble que fins al 1982 estava situat dins el congost del riu Segre però que els aiguats de 1982 van destruir, ara anomenat el Pont de Bar Vell; la nova població es va reconstruir una mica més avall del curs del Segre i a una altura superior.
El Pont de Bar Vell és un exemple de l'aprofitament de la terra amb el cultiu de la vinya. Les seves terrasses pujaven des de la ribera del Segre fins als pobles d'Aristot i Castellnou de Carcolze, encimbellats a la muntanya. Els bancals del Pont de Bar són, sense cap mena de dubte, un interessantíssim exemple de l'enginyeria popular aplicada a les activitats per a la subsistència.
Al Pont de Bar també es troba el Museu del vi de muntanya o Museu de la vinya i el vi del Pont de Bar ubicat a l'antic cortal de Cal Teixidoret, a l'entrada del nou poble (reconstruït després dels aiguats del 1982). A dalt s'exposa tot allò que fa referència al cultiu de la vinya, mentre que al pis de sota està dedicat a l'elaboració del vi.
Dins del terme de Pont de Bar, seguint un antic corriol, es troba també la capella romànica de Sant Joan de Soveig, la qual fou restaurada fa uns anys (falten dades), i més amunt Rocaviva, un laberint màgic, on hi ha centenars de roques treballades.
| Entitat de població      | Habitants (2023) |
| Bar                      | 39               |
| Aristot                  | 31               |
| el Pont de Bar           | 27               |
| Castellnou de Carcolze   | 20               |
| Toloriu                  | 19               |
| Ardaix                   | 14               |
| els Banys de Sant Vicenç | 9                |
| els Arenys               | 6                |
| Font: Idescat            |                  |

## El nou Pont de Bar

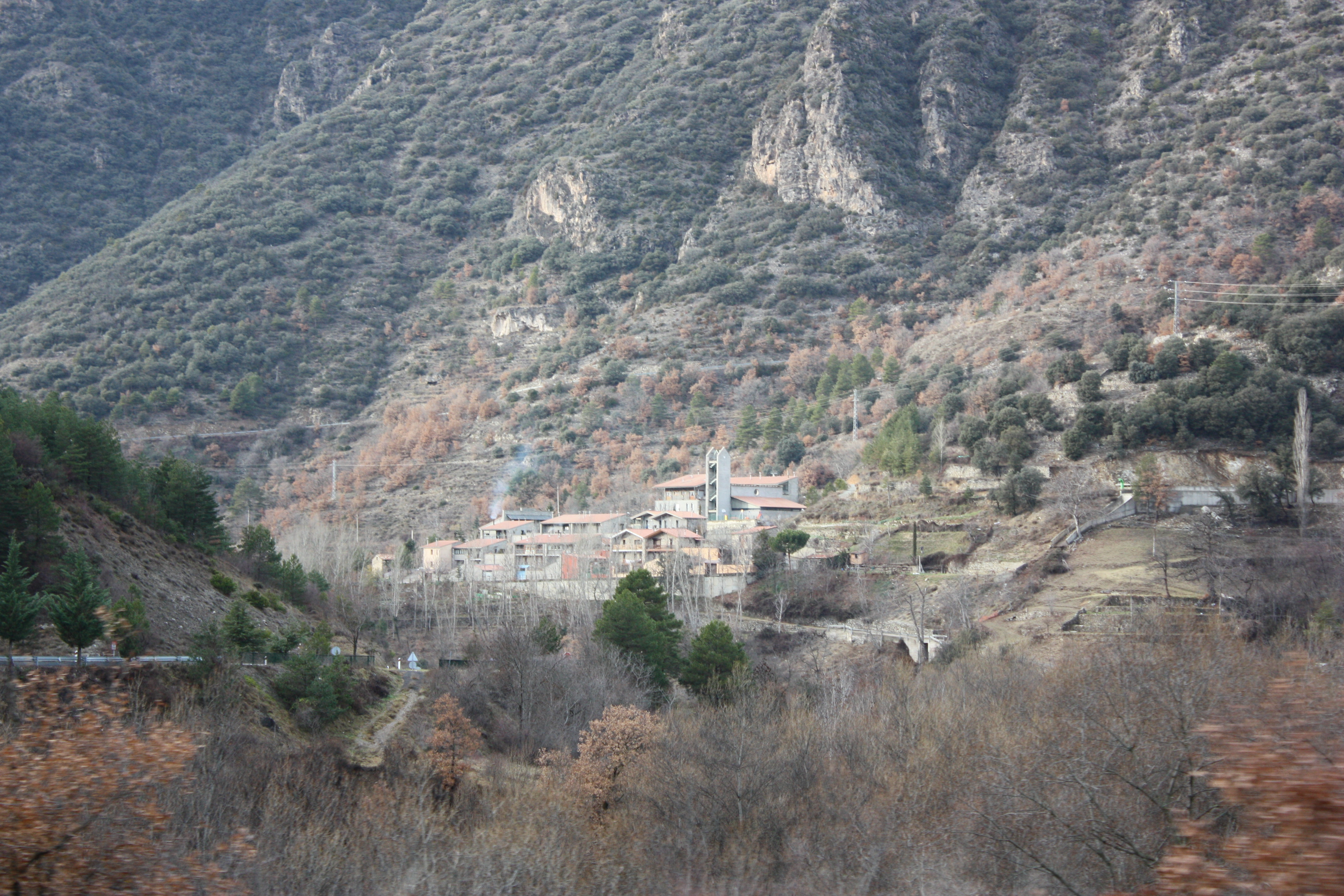
El Pont de Bar.

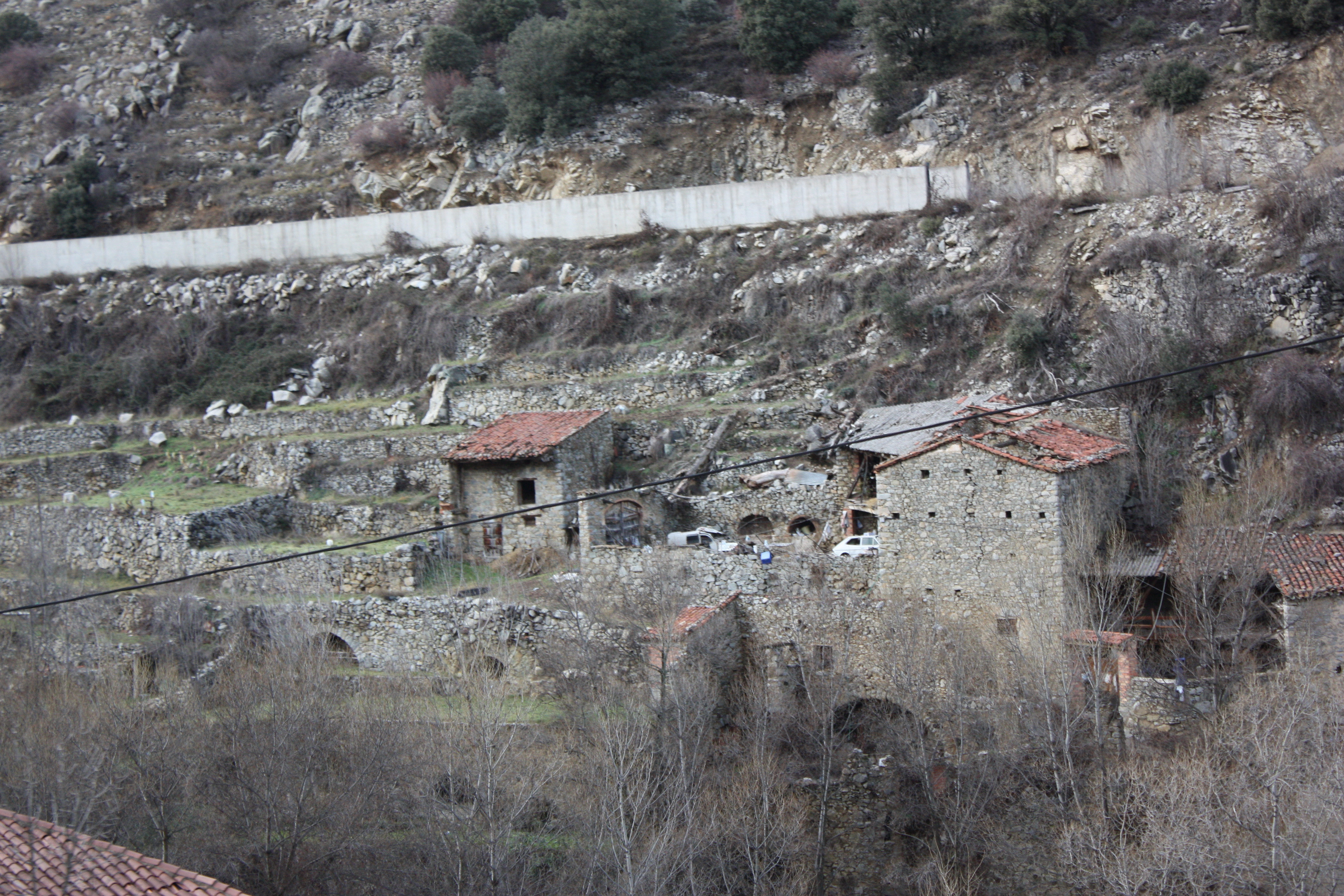
Casa en runes del Pont de Bar Vell.

L'actual poble del Pont de Bar té 36 habitants i fou inaugurat per Jordi Pujol, aleshores president de la Generalitat de Catalunya, al juliol del 1988 sis anys més tard dels aiguats del 1982 que destruïren el Pont de Bar Vell. El nou nucli s'aixeca a mig quilòmetre, riu avall del Segre, del poble vell a l'indret del Solar del Gripó, en un turó.
Les obres d'urbanització del nou poble s'iniciaren al juny del 1985. Hom ha construït habitatges unifamiliars, una fonda, l'ajuntament, l'església, una plaça i una vaqueria.

## Geografia
- Llista de topònims del Pont de Bar (Orografia: muntanyes, serres, collades, indrets..; hidrografia: rius, fonts...; edificis: cases, masies, esglésies, etc).

## Demografia
| 1497 f | 1515 f | 1553 f | 1717 | 1787 | 1857 | 1877 | 1887 | 1900 | 1910 |
| ------ | ------ | ------ | ---- | ---- | ---- | ---- | ---- | ---- | ---- |
| 19     | 17     | 31     | 377  | 368  | 932  | 946  | 695  | 554  | 575  |

| 1920 | 1930 | 1940 | 1950 | 1960 | 1970 | 1981 | 1990 | 1992 | 1994 |
| ---- | ---- | ---- | ---- | ---- | ---- | ---- | ---- | ---- | ---- |
| 601  | 532  | 451  | 428  | 357  | 275  | 167  | 172  | 166  | 166  |

| 1996 | 1998 | 2000 | 2002 | 2004 | 2006 | 2008 | 2010 | 2012 | 2014 |
| ---- | ---- | ---- | ---- | ---- | ---- | ---- | ---- | ---- | ---- |
| 142  | 145  | 160  | 154  | 153  | 193  | 189  | 194  | 184  | 172  |

| 2016 | 2018 | 2020 | 2022 | 2024 | 2026 | 2028 | 2030 | 2032 | 2034 |
| ---- | ---- | ---- | ---- | ---- | ---- | ---- | ---- | ---- | ---- |
| 165  | 171  | 152  | 163  | 165  | -    | -    | -    | -    | -    |

El primer cens és del 1970 després de la fusió d'Aristot i Toloriu. Les dades anteriors són la suma dels antics municipis.

## Política
| Candidatura | Candidatura                                                | Cap de llista            | Vots | Regidors | % vots |
| ----------- | ---------------------------------------------------------- | ------------------------ | ---- | -------- | ------ |
|             | Junts pel Pont de Bar (JxCat-Junts)                        | Rosa Andorrà Nicola      | 48   | 4        | 49.48% |
|             | Esquerra Republicana de Catalunya-Acord Municipal (ERC-AM) | Francesc Jordana i Guspí | 31   | 1        | 31.96% |
|             | Junts fem poble (C.A.P.B.T.A)                              | Agustí Porta Alsina      | 20   | -        | 20.62% |
|             | Compromís x Pont de Bar-Candidatura de Progrés (CxPB-CP)   | Agustí Porta Grau        | 19   | -        | 19.59% |
|             | Vot en blanc                                               |                          | 1    |          | 1.03%  |
|             | Vot nul                                                    |                          | 1    |          | 1.02%  |
| Total       | Total                                                      | 98                       | 98   | 5        |        |